# Eustachius

Mittelalterliche Darstellung des heiligen Eustachius (13. Jh.)

Eustachius (griechisch Ευστάθιος Efstathios, latinisiert Eustathius, „der Standfeste“) war ein frühchristlicher Märtyrer († um 118) und gilt als Heiliger.

## Überlieferung

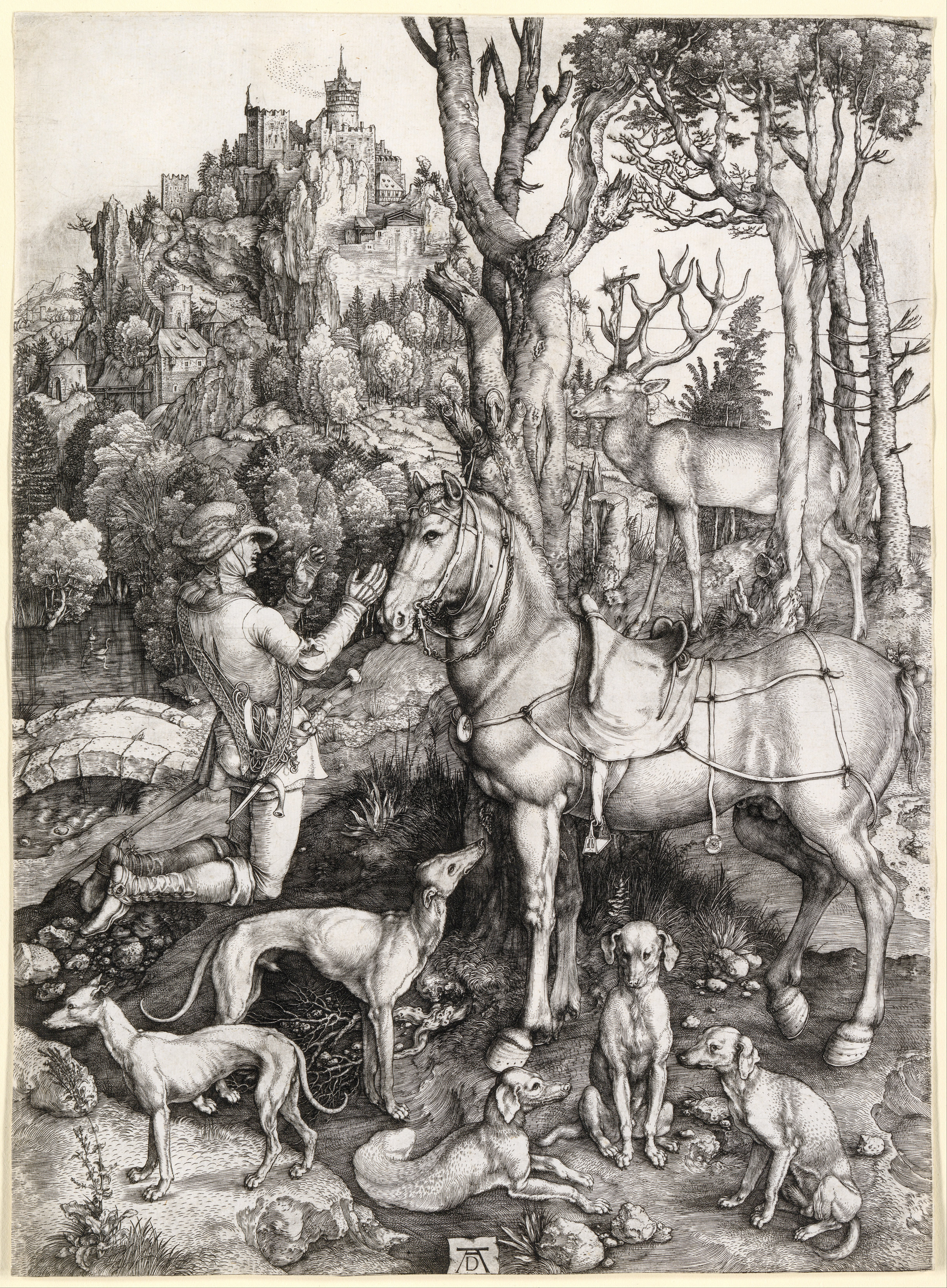
Der heilige Eustachius von Albrecht Dürer

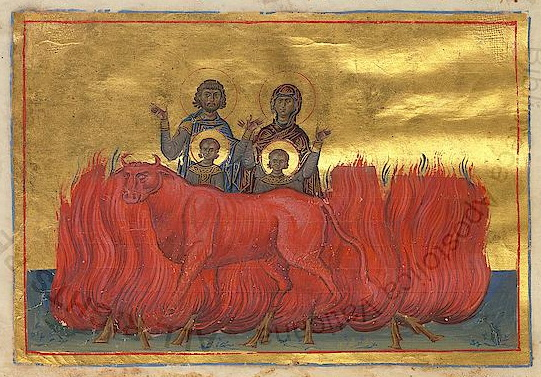
Darstellung des Martyriums des hl. Eustachius und seiner Familie im Menologion Basileios’ II.

Der Heilige und seine Familie sollen das Martyrium im Jahre 118 erlitten haben. Eustachius, der vor seiner Bekehrung Placidus genannt wurde, sei einst ein Heermeister einer Legion in Kleinasien unter dem Kaiser Trajan gewesen. Eines Tages begegnete ihm bei der Jagd ein Hirsch, der in seinem Geweih ein strahlenumwobenes Kruzifix trug. Vor Schreck fiel Placidus von seinem Pferd. Gleichzeitig hörte er die Stimme Christi, die sprach, er habe den Himmel und die Erde erschaffen. Er sei der Herr des Lichts und der Finsternis. Diese Erscheinung wiederholte sich mehrmals; auch Placidus’ Frau hörte die Stimme. Daraufhin ließ dieser sich mit seiner gesamten Familie taufen und erhielt dabei den Namen Eustachius.
Bei einer weiteren Erscheinung wurde Eustachius eine Prüfung vorhergesagt, woraufhin alle seine Knechte, Mägde und Tiere seines Hofes von einer Seuche dahingerafft würden. Danach fielen Räuber über die Siedlung her und ließen Eustachius und seiner Familie nur das nackte Leben. Nach diesen Erlebnissen floh er mit seiner Familie auf ein Schiff, das nach Ägypten auslaufen sollte. Der Fährmann verlangte als Bezahlung die Frau des Eustachius; als dieser jedoch ablehnte, warf der Fährmann ihn und seine zwei Söhne über Bord.
Nachdem Eustachius mit seinen Kindern das Land erreicht hatte, wurde er von einer weiteren Prüfung heimgesucht: Ein Wolf entführte einen seiner Söhne, ein Löwe den anderen. Später wurde der Wolf von Bauern, der Löwe von Hirten verjagt, die die beiden Knaben fortan in ihren Dörfern aufzogen. Eustachius selber wusste nichts über den Verbleib seiner Kinder und verdingte sich in einem anderen Dorf als Knecht.
Als der Kaiser durch seine Feinde in Bedrängnis geriet, schickte er Männer aus, um den Feldherrn Placidus zu finden. Nach fünfzehn Jahren fanden sie diesen und führten ihn heimwärts, während gleichzeitig Eustachius’ Söhne als Soldaten verpflichtet wurden. Nur durch Zufall entdeckte Eustachius die beiden im Reisetross. Auf der Reise traf er außerdem seine Ehefrau und seine Mutter wieder; schließlich kehrte die wieder vereinte Familie in ihre alte Heimat zurück und wurde dort von Trajans Nachfolger Hadrian mit Ehren empfangen.  Zur gleichen Zeit sollte ein großes Tieropfer für einen Sieg stattfinden. Als Eustachius sich weigerte, an dieser Feier teilzunehmen, wurde Hadrian zornig und warf ihn und seine Familie den Löwen vor. Diese aber griffen nicht an, sondern verneigten sich vor Eustachius und seiner Familie. Daraufhin ließ der Kaiser Eustachius und die anderen in kochendes Wasser stoßen, das sich in der bronzenen Skulptur eines Stieres befand. In dieser hauchten sie schließlich ihr Leben aus; doch ihre Leiber blieben unversehrt. Als Zeitpunkt des Martyriums gilt das Jahr 118. Das Martyrologium Romanum führt für den 20. September an:

„Romae passio sanctorum Martyrum Eustachii et Theopistis uxoris, cum duobus filiis Agapito et Theopisto, qui, sub Hadriano Imperatore, damnati ad bestias, sed Dei ope ab iis nullatenus laesi, tandem, in bovem aeneum candentem inclusi, martyrium consummarunt.
(Zu Rom die Passio der hll. Märtyrer Eustachius und seiner Frau Theopistis mit ihren beiden Söhnen Agapitus und Theopistus, die von dem Imperator Hadrian den Tieren vorgeworfen wurden, doch durch Gottes Hilfe bleiben sie unversehrt. Stattdessen vollendeten sie ihr Martyrium in einem glühenden bronzenen Ochsen.)“

## Verehrung
Nach dem Tode des Eustachius bestatteten Christen seinen Leichnam an einer „edlen Stätte“ und erbauten eine Kirche darüber, die später seinem Patrozinium geweiht wurde. Der Gedenktag des Heiligen in der römisch-katholischen Kirche und den orthodoxen Kirchen ist der 20. September.
Eustachius wird bei Trauerfällen und in schwierigen Lagen angerufen und gilt daher als einer der Vierzehn Nothelfer. Wie der hl. Hubertus wird auch der hl. Eustachius als Schutzpatron der Jäger verehrt. Während ersterer mehrheitlich in Belgien, Frankreich und Norddeutschland als Schutzpatron der Jagd verbreitet ist, findet sich in Österreich und Bayern als Schutzpatron für Jägerschaften und Schützenbruderschaften häufiger der hl. Eustachius (wie z. B. bei der Akademischen Jägerschaft St. Eustachius zu Würzburg).